# ファインモールド
ファインモールド（Fine Molds）は、日本の模型メーカーである。

## 概要
愛知県豊橋市に本社兼工場が所在する。インジェクションキットで、主に比較的マイナーな旧日本軍の航空機や軍用車両、ドイツ軍の航空機などを製造、販売している。
会社のキャラクターとして、社内で飼っている犬「五式犬」がある。
社長の鈴木邦宏は、実家は木工業だったが、伝説的模型サークル「無限軌道の会」の設立に関わるなどの戦車模型好きが高じて家業をクビになり、金型職人となった経歴を持つ。それだけにキットの再現度や金型技術へのこだわりは強く、2004年12月に地元の豊橋市から「とよはしの匠」に選ばれるなど、「現代の匠」として認定・表彰を受けている。

## 製品
旧日本軍の兵器については、実際に使用した元兵士にインタビューを行うなどのこだわりを見せる。その考証性の高さは、製品に同封されている内容の濃い解説書からも窺い知れる。
その他、ホワイトメタルを用いたメタルキット、第二次世界大戦から現在までの軍用機や戦闘艦艇、軍用車両に用いるエッチングパーツやメタル、レジンキャストを用いた「アフターマーケットパーツ」と呼ばれるディテールアップ用の製品についても積極的に製造販売を行っている。またレーザー彫刻機や超微細領域のプラスチック成形技術を駆使した、他のメーカーが手を付けない領域のパーツを提供している。
また社長が顔見知りの漫画家鳥山明にデザインを依頼した1/12? ワールドファイターコレクション、スター・ウォーズシリーズのXウイングやミレニアム・ファルコン、宮崎駿監督作品の紅の豚に出てくるサボイアS.21、押井守監督作品のスカイ･クロラの散香Mk-Bといったキャラクター関連キットの製造も行っている。
特にスター・ウォーズシリーズはスケールモデルメーカーならではの考証性の高いアイテムが多いが、ミレニアム・ファルコンのようにメーカーの独自解釈からか、プロポーションがオリジナルのプロップと異なってしまったものも見受けられる。本来、同シリーズはルーカスフィルムとの契約で日本国内の販売に限られていたが、個人輸入などで日本国外へ出回ったキットが、ドイツで「モデル・デス・ヤーレス」（模型誌が選定する年間傑作模型賞）を受賞してしまったという逸話もある。2014年10月以降、ファインモールド製のスター・ウォーズシリーズは全て生産終了となった。
かつてはハセガワ経由で商品が流通していたが、後に独立した流通経路を確立している。
タミヤのキットに、ファインモールド製の兵士のパーツが入っている商品もある。
逆に、ファインモールド製1/72ショートノーズファントムのキットには初回限定でタミヤ製のパイロットフィギュアが入っていた。